# Beaucarnea sanctomariana
Beaucarnea sanctomariana ist eine Pflanzenart der Gattung Beaucarnea in der Familie der Spargelgewächse (Asparagaceae). Ein englischer Trivialname ist „Pony Tail Palm, Santa Maria Chimalapa Beaucarnea“.

## Beschreibung
Beaucarnea sanctomariana wächst strauchig bis baumförmig mit Wuchshöhen von 4 bis 7 m. Sie bildet einen verdickten Caudex, welcher in einen schlanken Stamm übergeht. Die unregelmäßig angeordneten Verzweigungen mit den variablen herabfallenden linealischen grünen, glatten Blattoberflächen der Blätter sind 75 bis 85 cm lang und 12 bis 16 mm breit.
Der rispige eiförmige bis elliptische Blütenstand wird 80 bis 100 cm hoch mit 10 bis 20 cm breiten, unregelmäßig angeordneten Verzweigungen. Die Blüten sind cremefarben bis gelb.
Die elliptischen bis kugelförmigen Kapselfrüchte enthalten einen Samen und sind 6 bis 8 mm lang und 5 bis 7 mm breit. Die dreikantigen rotbraunen Samen sind 2 mm im Durchmesser.

## Systematik und Verbreitung
Beaucarnea sanctomariana ist endemisch in Mexiko im Bundesstaat Oaxaca in Xerophyten-Regionen in tropischen Laubwäldern in 200 bis 250 m Höhe verbreitet.
Die Erstbeschreibung erfolgte 2001 durch Luis Hernández Sandoval.
Beaucarnea sanctomariana ist ein Mitglied der Sektion Beaucarnea.
Sie wächst endemisch in trockenen, tropischen Wäldern. Charakteristisch sind die unregelmäßig verzweigten, schlanken Bäume mit dem basal verdickten Caudex. Typisch sind die variablen, grünen herabfallenden Blätter mit den glatten Blattoberflächen. Sie ähnelt den nahen verwandten Beaucarnea recurvata und Beaucarnea hiriartiae, die jedoch geringfügige Abweichungen (Caudex, Blätter, Blütenstand und Frucht) aufweisen.
Beaucarnea sanctomariana ist kaum bekannt.

## Nachweise
- Luis Hernández-Sandoval: Beaucarnea sanctomariana (Nolinaceae), a New Micro-Endemic Species of Ponytail Palm from the Isthmus of Tehuantepec, Oaxaca, Mexico. In: Novon. Band 11, Nummer 1, 2001, S. 50–54 (JSTOR).